# Sinuciderea în rândul tinerilor LGBT
Sinuciderea în rândul tinerilor LGBT, precum și tentativele de sinucidere și ideea suicidului în rândul tinerilor LGBTQIA (lesbiene, gay, bisexuali, transsexuali, intersex, etc.), au rate semnificativ mai mari decât în rândul populației generale. Tinerii LGBT au cea mai mare rată de tentative de sinucidere.
Aplicarea legilor care discriminează persoanele LGBT are efecte negative semnificative asupra sănătății fizice și mentale și bunăstării tinerilor LGBT; de exemplu, depresia și consumul de droguri în rândul persoanelor LGBT s-au dovedit a crește semnificativ după adoptarea legilor discriminatorii.
În schimb, adoptarea legilor care recunosc persoanele LGBT ca egale în ceea ce privește uniunile civile poate avea un impact pozitiv semnificativ asupra sănătății fizice și mentale și a bunăstării tinerilor LGBT; de exemplu, un studiu al datelor la nivel național din întreaga SUA din ianuarie 1999 până în decembrie 2015 a relevat că stabilirea căsătoriei între persoane de același sex este asociată cu o reducere semnificativă a ratei tentativei de sinucidere în rândul copiilor, efectul fiind concentrat în rândul adolescentilor cu o orientare sexuală minoritară (tineret LGB), ceea ce duce la aproximativ 134.000 de adolescenți mai puțini care încearcă să se sinucidă în fiecare an în Statele Unite.  
S-a demonstrat că intimidarea (bullying) este un factor care contribuie la multe tentative de suicid, chiar dacă nu toate atacurile au fost specifice în ceea ce privește sexualitatea sau sexul. De la o serie de sinucideri la începutul anilor 2000, o atenție sporită a fost concentrată asupra problemelor și cauzelor care stau la baza efortului de a reduce sinuciderile în rândul tinerilor LGBTQIA.
Se estimează că în fiecare an în Statele Unite 1,8 milioane de adolescenți LGBTQIA iau în considerare sinuciderea.

## Rapoarte și studii
Caitlin Ryan Arhivat în 8 decembrie 2019, la Wayback Machine. (Universitatea de Stat din San Francisco) a realizat primul studiu privind efectul acceptării și respingerii familiei asupra sănătății generale, sănătății mintale și bunăstării tinerilor LGBT, inclusiv sinuciderea, infectarea cu HIV/SIDA și a trăi fără adăpost.  Cercetările arată că tinerii LGBT "care se confruntă cu niveluri ridicate de respingere din partea familiilor lor în perioada adolescenței (în comparație cu acei tineri care au prezentat puțină sau deloc respingere din partea părinților și îngrijitorilor) aveau șanse de mai mult de 8 ori să fi încercat sinuciderea, șansele sunt de 6 ori mai mari să raporteze niveluri ridicate de depresie, de 3 ori să utilizeze droguri ilegale și de 3 ori să aibă un risc ridicat pentru HIV sau alte BTS” până la vârsta de 20 de ani.   
Numeroase studii au arătat că tinerii gay, lesbiene, homosexuali și bisexuali au o rată mai mare de tentative de sinucidere decât tinerii heterosexuali. Centrul de Resurse pentru Prevenirea Suicidului din SUA a sintetizat aceste studii și a estimat că între 5-10% dintre tinerii LGBT, în funcție de vârstă și grupuri de sex, au încercat sinuciderea, o rată de 1,5-3 ori mai mare decât tinerii heterosexuali.  Un studiu al guvernului american, intitulat Raportul Task Force al Secretarului privind suicidul pentru tineri, publicat în 1989, a constatat că tinerii LGBT au de 4 ori mai multe șanse să încerce sinuciderea decât alți tineri.  Această prevalență mai mare a ideilor suicidare și a problemelor generale de sănătate mintală în rândul adolescenților gay în comparație cu colegii lor heterosexuali a fost atribuită stresului minoritar.  
"Peste 34.000 de oameni mor prin sinucidere în fiecare an", ceea ce îl face "a treia principală cauză de deces în rândul tinerilor între 15 și 24 de ani, cu tineri lesbiene, gay și bisexuali care încearcă să se sinucidă de până la 4 ori mai mult decât colegii lor heterosexuali." 
Este imposibil de știut rata exactă de sinucidere a tinerilor LGBT deoarece sexualitatea și minoritățile de gen sunt deseori ascunse și chiar necunoscute, în special în această grupă de vârstă. În prezent se fac cercetări suplimentare pentru a explica prevalența sinuciderii în rândul tinerilor LGBT.   
În ceea ce privește climatul școlar, „aproximativ 25 la sută dintre studenții lesbiene, gay și bisexuali și angajații universității au fost hărțuiți din cauza orientării lor sexuale, precum și a unei treimi dintre cei care se identifică drept transgen"  Cercetările au constatat că prezența Alianțelor gay-straight (GSA) în școli este asociată cu scăderea tentativelor de suicid; într-un studiu asupra tinerilor LGBT, cu vârste cuprinse între 13 și 22 de ani, 16,9% dintre tinerii care au urmat școlile cu GSA au încercat să se sinucidă, comparativ cu 33,1% dintre studenții care au urmat școli fără GSA. 
„Studenții LGBT sunt de trei ori mai mulți, decât elevii non-LGBT, să spună că nu se simt în siguranță la școală (22% față de 7%), iar 90% dintre studenții LGBT (față de 62% dintre adolescenții non-LGBT) au fost hărțuiți sau agresați în ultimul an ".  În plus, „studenții LGBQ aveau mai multe șanse decât studenții heterosexuali să fi considerat serios părăsirea instituției lor ca urmare a hărțuirii și discriminării”.  Susan Rankin, o autoare contribuitoare la Raportul de la Miami, a constatat că „În mod neechivoc, în instituțiile de educație superioară din 2010, pentru persoanele LGBT, demonstrează că studenții, profesorii și personalul LGBT experimentează un climat de hărțuire „rece” în campus și mult mai puțin decât primitor în comunitățile din campus. .“  

### Impactul căsătoriei între persoane de același sex
Stabilirea dreptului legal al căsătoriei între persoane de același sex în Statele Unite este asociată cu o reducere semnificativă a ratei de tentativă de sinucidere în rândul copiilor, cu efectul concentrat în rândul copiilor cu orientare sexuală minoritară (tineret LGB). 
Un studiu al datelor la nivel național din ianuarie 1999 până în decembrie 2015 a relevat o asociere între state care au stabilit căsătoria între persoane de același sex și ratele reduse de tentativă de sinucidere în rândul tuturor școlarilor din clasele 9-12, cu o reducere a ratei la toți copiii (LGB și non-LGB) tineret) în clasele 9–12 scăzând cu 7% și o reducere a ratei în rândul copiilor de școală cu o orientare sexuală minoritară (tineret LGB) în clasele 9–12 de 14%, ceea ce duce la aproximativ 134.000 de copii mai puțini care încearcă să se sinucidă în fiecare an în Statele Unite. Modul gradual în care a fost stabilită căsătoria între persoane de același sex în Statele Unite (extinzând de la 1 stat în 2004 la toate cele 50 de state în 2015) a permis cercetătorilor să compare rata de tentativă de sinucidere între copiii din fiecare stat în perioada studiată. Odată ce căsătoria între persoane de același sex a fost stabilită într-un anumit stat, reducerea ratei de tentativă de sinucidere în rândul copiilor din acest stat a devenit permanentă. Nici o reducere a ratei de tentativă de sinucidere în rândul copiilor nu a avut loc într-un anumit stat până când acel stat nu a recunoscut căsătoria între persoane de același sex. Cercetătorul principal al studiului a observat că „legile care au cel mai mare impact asupra adulților gay ar putea face copiii gay să se simtă mai speranți pentru viitor”.      Alte cercetări arată că, deși acest studiu la nivel național a arătat o asociere între state care au stabilit căsătoria între persoane de același sex și ratele reduse de tentativă de sinucidere în rândul tuturor școlilor din clasele 9-12, nu arată cauzalitate.  

#### Danemarca și Suedia
În Danemarca și Suedia, adulții din căsătoriile între persoane de același sex sunt la fel de susceptibili să se sinucidă ca cei din căsătoriile de sex opus. Pe de altă parte, cei care au intrat în căsătorii între persoane de același sex în perioada 1989-2002 au fost de 2,8 ori mai presdispuși să se sinucidă decât cei care au intrat în căsătorii de sex opus, în timp ce pentru cei care au intrat în căsătorii între persoane de același sex între 2003-2016 probabilitatea de sinucidere a fost doar de 1,5 ori mai mare decât la persoanele în căsătorii heterosexuale. Cei care au intrat în căsătoriile de sex opus în ultima perioadă de timp au avut o rată de suicid cu 28% mai mică decât pentru cei care au intrat în căsătorii în perioada anterioară.   

## Perspective psihologice de dezvoltare
Modelul de stres de diateză sugerează că vulnerabilitățile biologice predispun indivizii la diferite afecțiuni, precum cancer, boli de inimă și afecțiuni de sănătate mintală, cum ar fi depresia majoră, un factor de risc pentru sinucidere . Cantități variate de stres de mediu cresc probabilitatea ca acești indivizi să dezvolte această afecțiune. Teoria stresului minorităților sugerează că statutul minorităților duce la creșterea discriminării din mediul social, ceea ce duce la stres și probleme de sănătate. În prezența abilităților slabe de reglare a emoțiilor, acest lucru poate duce la o sănătate mentală precară. De asemenea, ipoteza sensibilității diferențiale sugerează că pentru unii indivizi dezvoltarea lor fizică și psihică depinde foarte mult de mediul lor într-o manieră „în bine-și-în rău”. Adică, persoanele care sunt foarte sensibile vor avea o sănătate mai bună decât media în medii extrem de suportabile și semnificativ mai proaste decât sănătatea medie în medii ostile și violente. Modelul poate ajuta la explicarea problemelor unice de sănătate care afectează populațiile LGBT, inclusiv tentative crescute de suicid.
Pentru adolescenți, mediile cele mai relevante sunt familia, cartierul și școala. Bullying-ul adolescenților - care este foarte răspândit în rândul tinerilor minorității sexuale - este un stresor cronic care poate crește riscul de sinucidere prin modelul de diateză-stres . Într-un studiu asupra adolescenților lesbiene, gay și bisexuale americane, Mark Hatzenbuehler a examinat efectul mediului social pe regiune, pentru SUA.  A fost indexată proporția de cupluri de același sex și de democrații care trăiesc în regiune. De asemenea, au fost incluse proporțiile de școli cu alianțe homosexuale-heterosexuale, precum și politici anti-bullying și antidiscriminare care includ orientarea sexuală . El a descoperit că un mediu social mai conservator a ridicat riscul de comportament suicid în rândul tuturor tinerilor și că acest efect a fost mai puternic pentru tinerii LGBT. Mai mult, el a descoperit că mediul social a mediat parțial relația dintre statutul LGBT și comportamentul suicidului. Hatzenbuehler a constatat că, chiar și după ce atât factorii sociali, cât și cei individuali au fost controlați, totuși, „statutul LGBT a rămas un predictor semnificativ al încercărilor de sinucidere”. 

## Homofobia instituționalizată și interiorizată
Instituționalizată și interiorizată homofobia poate duce tineretul LGBT să nu se accepte și să aibă conflicte interne profunde cu privire la orientarea lor sexuală. Părinții pot abandona sau forța copiii să părăsească căminul. 
Homofobia prin orice mijloace poate fi o poartă către intimidare, care poate lua multe forme. Bullying-ul poate fi fizic sau emoțional sau răspândind zvonuri și alte abuzuri. Bullying-ul cibernetic implică mesaje text sau mesaje text de aceeași natură pe Facebook, Twitter și alte rețele de socializare . Bullying-ul sexual ține de atingere, gesturi, glume.  *90% dintre tinerii LGBT au avut parte de abuz verbal, fizic si asalt sexual. 

Bullying-ul poate fi considerat un "ritual de convertire",  dar studiile au demonstrat că are efecte fizice și psihologice negative. „Tinerii din minorități sexuale sau adolescenții care se identifică ca gay, lesbiene, bisexuali, transgen și intersex sunt agresați de trei ori mai mult decât heterosexualii” și „aproape toți elevii transgen au fost hărțuiți verbal din cauza orientării lor sexuale (89%) și a expresiei de gen (89%)." 
Pentru adolescenți, mediile cele mai relevante de suport psihologic sunt: familia, cartierul și școala; în această ordine.

## Politică
O serie de opțiuni de politici publice au fost propuse în mod repetat pentru a rezolva această problemă. Unii pledează pentru intervenția în etapa în care tinerii sunt deja cu tendințe suicidale (cum ar fi liniile telefonice de criză), în timp ce alții pledează pentru programe îndreptate spre creșterea accesului tinerilor LGBT la factori care se consideră „protectori” împotriva sinuciderii (precum rețelele de asistență socială). 
O opțiune propusă este de a oferi informații despre persoanele din categoriile LGBTQIA și resurse anti-intimidare (anti-bullying) consilierilor și profesorilor liceului. Citând un studiu realizat de Jordan și colab., psihologul școlar Anastasia Hansen observă că profesorii fac deseori remarci homofobe sau nu reușesc să intervină atunci când elevii fac astfel de observații și astfel de atitudini sunt corelate cu sentimente negative față de persoanele LGBTQIA  În schimb, o serie de cercetători a constatat că prezența personalului școlar care apără persoanele născute LGBTQIA este legată de „rezultatele pozitive privind sănătatea tineretului LGBT”.  Citând un raport din 2006 despre psihologia în școli, The Trevor Project constată că tinerii „gay, lesbiene, bisexuali, transsexuali, intersex care cred că au măcar un membru al personalului școlar cu care pot vorbi despre probleme de acceptare au șanse mai mici cu 1/3 să raporteze că au avut tentative de suicid în ultimul an decât cei fără personal de sprijin." 

## În film
- Rugăciuni pentru Bobby, SUA, 2009, film bazat pe o întâmplare reală

### Intervenții timpurii pentru tinerii LGBT

#### Fii proactiv și înțelegător
Educatorii pot fi proactivi în a ajuta adolescenții cu identitate de gen transgen sau orientare sexuală non-heteronormativă ascultând întrebările și problemele pe care le au. Implementarea educației despre sexualitate și gen poate ajuta la prevenirea adolescenților de a recurge la sinucidere, abuz de droguri, a locui fără adăpost și multe alte probleme psihologice. Studiul lui Van Wormer și McKinney (2003)  face legătură cu faptul că înțelegerea studenților LBGT este primul pas către prevenirea sinuciderii. Ei spun că crearea unui mediu de susținere și diversitate culturală este crucială pentru acceptarea socială într-un cadru educațional. 

#### Modele și resurse LGBT
Este benefic să angajați profesori LGBT pentru a servi drept modele de rol și pentru a sprijini studenții LGBT. Mai mult, studiile arată că consilierii și profesorii trebuie să fie instruiți în conștientizarea de sine, sexualitatea și diversitatea sexuală cu ei înșiși și a elevilor. Cercetătorii sugerează, de asemenea, invitarea unor grupuri gay, lesbiene, intersex, trans și bisexuale din colegii sau universități pentru a conduce discuții în clasă. Educația și resursele sunt esențiale pentru a ajuta studenții și familiile LGBT.

#### Predarea toleranței și examinarea climatului unei școli
Examinați climatul unei școli și învățați toleranța. Cercetările arată că trebuie depus un efort de colaborare pentru a împiedica studenții LGBT să fie intimidați și / sau să se sinucidă. Profesorii, administratorii, studenții, familiile și comunitățile trebuie să se reunească pentru a ajuta studenții LGBT să aibă încredere. Fiecare școală are propria sa individualitate, propriul său sentiment de „sine”, indiferent dacă este vorba de profesori, administratori, elevi sau comunitatea din jur. Pentru a aborda problema intimidării pentru studenții LGBT, trebuie să începeți cu înțelegerea populației studenților și a demografiei unde se află școala. Educarea studenților, a facultății, a personalului și a consiliilor școlare cu privire la problemele LGBT și eliminarea homofobiei și a transfobiei în școli, instruirea personalului cu privire la acceptarea diversității și prevenirea bullyingului și implementarea alianțelor LGBTQIA e este esențială pentru prevenirea sinuciderii pentru studenții LGBT (Bacon, Laura Ann 2011).  Adolescenții cresc și sunt formați de mulți factori, inclusiv caracteristici interne și externe (Swearer, Espelage, Vaillancourt, & Hymel, 2010). 
Climatul școlar trebuie să încurajeze respectul prin normalizarea climatului pentru administrație, profesori, profesioniști, părinți și cel mai important studenții. Oamenii, în general, trebuie să înțeleagă propriile concepții greșite și stereotipuri despre ceea ce este LGBT. Dacă elevii și adulții nu sunt educați despre comunitatea LGBT, nu vor exista stereotipuri și atitudini negative (Knotts, G., & Gregorio, D. 2011). 
Gay, L. (2009) a creat un ghid pentru a ajuta siguranța școlii / climatul și încurajarea relațiilor interpersonale pozitive prin „The Space Space Kit”.  Acest instrument îi ajută pe profesori să creeze un spațiu sigur pentru studenții LGBT. Unul dintre cele mai eficiente moduri pentru un educator de a crea un spațiu sigur este de a fi un aliat de susținerea psihologică pentru studenții LGBT. Oferirea oricărui sprijin, mai degrabă decât deloc, poate fi un beneficiu, în mod extraordinar, pentru tinerii LGBT acum și în viitor (Greytak et al. 2013). 

#### Pași de respectat
Pașii pentru a respecta este o campanie anti-bullying, care poate fi benefică și în școli - este un ghid cuprinzător pentru profesori, administratori și studenți care folosesc lecții în clasă și instruire care ajută școlile să dezvolte abilități social-emoționale pozitive și rezolvarea conflictelor. Dacă școlile sunt capabile să schimbe conduita și normele, să crească abilitățile de comunicare ale elevilor și să mențină eforturile de prevenire și intervenție a adulților, efectele pozitive ale muncii lor se vor consolida în timp (Frey, Edstrom și Hirschstein 2005)  și vor continua să crească pe măsură ce fiecare clasă progresează prin sistemul școlar. 

#### Modificări de curriculum în școli, licee și universități
Educatorii trebuie să continue să încerce noi metode, evaluând constant mediul școlii. Cele mai bune politici și intervenții sunt cele care arată o creștere pozitivă pe fiecare clasă în parte. Cercetarea ar trebui să continue pentru a vedea ce programe se potrivesc nevoilor diferitelor școli într-o perioadă de timp. Deoarece fiecare școală variază în multe feluri, poate fi greu să se raporteze tendințe pozitive. O tehnică care funcționează într-o școală poate sau nu funcționa pentru alta.

## Informații corelate
- Orientarea sexuală
- Orientare romantică
- Heterosexualitate
- Homosexualitate
- Bisexualitatea
- Bi-curiozitate
- Asexualitatea
- Sexul biologic
- Intersexualitate
- Identitate de gen
- Transsexualism
- Androsexualitate si ginesexualitate
- Grila de orientare sexuală Klein
- Scara Kinsey
- Comportamentul homosexual și bisexual la animale
- Mediul postnatal și orientarea sexuală
- Hormonii prenatali și orientarea sexuală
- Ordinea nașterii fraților și orientarea sexuală la bărbați
- Cauze și explicații pentru transsexualitate (en. Causes of transsexuality)
- Demografia orientării sexuale
- Curs pentru educatori: Queering the Schoolhouse: LGBTQ+ Inclusion for Educators (en.)
- Curs pentru educatori: Queering Identities: LGBTQ+ Sexuality and Gender Identity (en.)
- Curs pentru educatori: Gender and Sexuality: Diversity and Inclusion in the Workplace (en.)
- Persecuția persoanelor LGBT în Germania Nazistă. (en.)
- Religia și sexualitatea. Articol subiectiv despre sexualitatea personajului istoric Isus.
- Căsătoria între persoane de același sex
- Drepturile LGBT în România

## Studii de specialitate
- Cover, R. (2012). Queer Youth Suicide, Culture and Identity: Unliveable Lives? Ashgate, ISBN: 9781409444473.
- Diamond, L (2003). „Was it a phase? Young women's relinquishment of lesbian/bisexual identities over a 5-year period”. Journal of Personality and Social Psychology. 84 (2): 352–364. doi:10.1037/0022-3514.84.2.352. PMID 12585809.
- Diamond, L (2008). „Female Bisexuality From Adolescence to Adulthood: Results From a 10-Year Longitudinal Study”. Developmental Psychology. 44 (1): 5–14. doi:10.1037/0012-1649.44.1.5. PMID 18194000.
- Haas, A. P.; Eliason, M.; Mays, V. M.; Mathy, R. M.; Cochran, S. D.; D'Augelli, A. R.; Silverman, M. M.;  et al. (2011). „Suicide and suicide risk in lesbian, gay, bisexual, and transgender populations: review and recommendations”. Journal of Homosexuality. 58 (1): 10–51. doi:10.1080/00918369.2011.534038. PMC 3662085 . PMID 21213174.
- Hatzenbuehler, M. L. (2009). „How does sexual minority stigma "get under the skin"? A psychological mediation framework”. Psychological Bulletin. 135 (5): 707–730. doi:10.1037/a0016441. PMC 2789474 . PMID 19702379.
- Helling, S., Levy, D. S., & Herbst, D. (2010, October). Tormented to Death? People Magazine, 56. New York, NY.
- Kann, L., Olsen, E. O., McManus, T., Kinchen, S., Chyen, D., Harris, W. A., & Wechsler, H. (2011). Sexual identity, sex of sexual contacts, and health-risk behaviors among students in grades 9–12 – youth risk behavior surveillance, selected sites, United States, 2001–2009. * MMWR Surveillance summaries Morbidity and Mortality Weekly Report Surveillance summaries CDC, 60(7), 1–133.
- Marshal, M. P.; Dietz, L. J.; Friedman, M. S.; Stall, R.; Smith, H. A.; McGinley, J.; Thoma, B. C.;  et al. (2011). „Suicidality and Depression Disparities Between Sexual Minority and Heterosexual Youth: A Meta-Analytic Review”. The Journal of Adolescent Health. 49 (2): 115–23. doi:10.1016/j.jadohealth.2011.02.005. PMC 3649127 . PMID 21783042.
- Mayock, P.; Bryan, A.; Carr, N. & Kitching, K. (2009) "Supporting LGBT Lives: A Study of the Mental Health and Well-Being of Lesbian, Gay, Bisexual and Transgender People" Dublin: BeLonG To Youth Services
- O'Donnell, S.; Meyer, I. H.; Schwartz, S. (2011). „Increased risk of suicide attempts among Black and Latino lesbians, gay men, and bisexuals”. American Journal of Public Health. 101 (6): 1055–9. doi:10.2105/ajph.2010.300032. PMC 3093285 . PMID 21493928.
- Russell, S. T.; Clarke, T. J.; Clary, J. (2009). „Are Teens "'Post-Gay'"? Contemporary Adolescents' Sexual Identity Labels”. Journal of Youth and Adolescence. 38 (7): 884–90. doi:10.1007/s10964-008-9388-2. PMID 19636733.
- Savin-Williams, R. (2005). The New Gay Teenager. Cambridge, Massachusetts: Harvard University Press.
- Savin-Williams, R. C. (2008). „Then and Now: Recruitment, Definition, Diversity, and Positive Attributes of Same-Sex Populations”. Developmental Psychology. 44 (1): 135–138. doi:10.1037/0012-1649.44.1.135. PMID 18194012.
- Savin-Williams, R. C.; Ream, G. L. (2003). „Suicide attempts among sexual-minority male youth”. Journal of Clinical Child and Adolescent Psychology. 32 (4): 509–522. doi:10.1207/s15374424jccp3204_3. PMID 14710459.
- Savin-Williams, R. C.; Ream, G. L. (2007). „Prevalence and stability of sexual orientation components during adolescence and young adulthood”. Archives of Sexual Behavior. 36 (3): 385–94. doi:10.1007/s10508-006-9088-5. PMID 17195103.
- Savin-williams, R. C. (2006). „Who' s Gay ? Does It Matter ?”. Current Directions in Psychological Science. 15 (1): 40–45. doi:10.1111/j.0963-7214.2006.00403.x.
- Savin-williams, R. C., Cohen, K. M., & Youth, G. (2005). Development of Same-Sex Attracted Youth. Development, 1979(2004).
- Schwartz, S.; Meyer, I. H. (1982). „Mental health disparities research: the impact of within and between group analyses on tests of social stress hypotheses”. Social Science & Medicine. 70 (8): 1111–8. doi:10.1016/j.socscimed.2009.11.032. PMC 3828206 . PMID 20100631.
- Selby, E. A.; Anestis, M. D.; Bender, T. W.; Ribeiro, J. D.; Nock, M. K.; Rudd, M. D.; Bryan, C. J.;  et al. (2010). „Clinical Psychology Review Overcoming the fear of lethal injury : Evaluating suicidal behavior in the military through the lens of the Interpersonal – Psychological Theory of Suicide”. Clinical Psychology Review. 30 (3): 298–307. doi:10.1016/j.cpr.2009.12.004. PMC 2834834 . PMID 20051309.
- Orden, Van; Witte, T. K.; Cukrowicz, K. C.; Braithwaite, S. R.; Selby; Joiner, T. E. (2010). „The interpersonal theory of suicide”. Psychological Review. 117 (2): 575–600. doi:10.1037/a0018697. PMC 3130348 . PMID 20438238.
- Young, R. M.; Meyer, I. H. (2005). „The trouble with "MSM" and "WSW": erasure of the sexual-minority person in public health discourse”. American Journal of Public Health. 95 (7): 1144–9. doi:10.2105/ajph.2004.046714. PMC 1449332 . PMID 15961753.
- Best Practices: Creating an LGBT-inclusive School Climate. (n.d.). Retrieved July 24, 2016, from http://www.tolerance.org/lgbt-best-practices